# Taranakite
La taranakite è un minerale idratato composto da fosfati, potassio e alluminio. Si forma dalla reazione di minerali argillosi e guano di volatili, in condizioni di elevata umidità.

## Origine e giacitura
È stata trovata in diverse grotte del Carso triestino e goriziano, dove la sua genesi è collegata alla presenza di guano di pipistrelli.
Graziano Cancian (2016) - I minerali di grotta nel Friuli Venezia Giulia. Gortania, geologia, paleontologia, paletnologia. Vol. 37 (2015), pp. 33–63, Museo Friul. di St. Naturale, Udine. ISSN 2038-0410